# Tarekeniwal

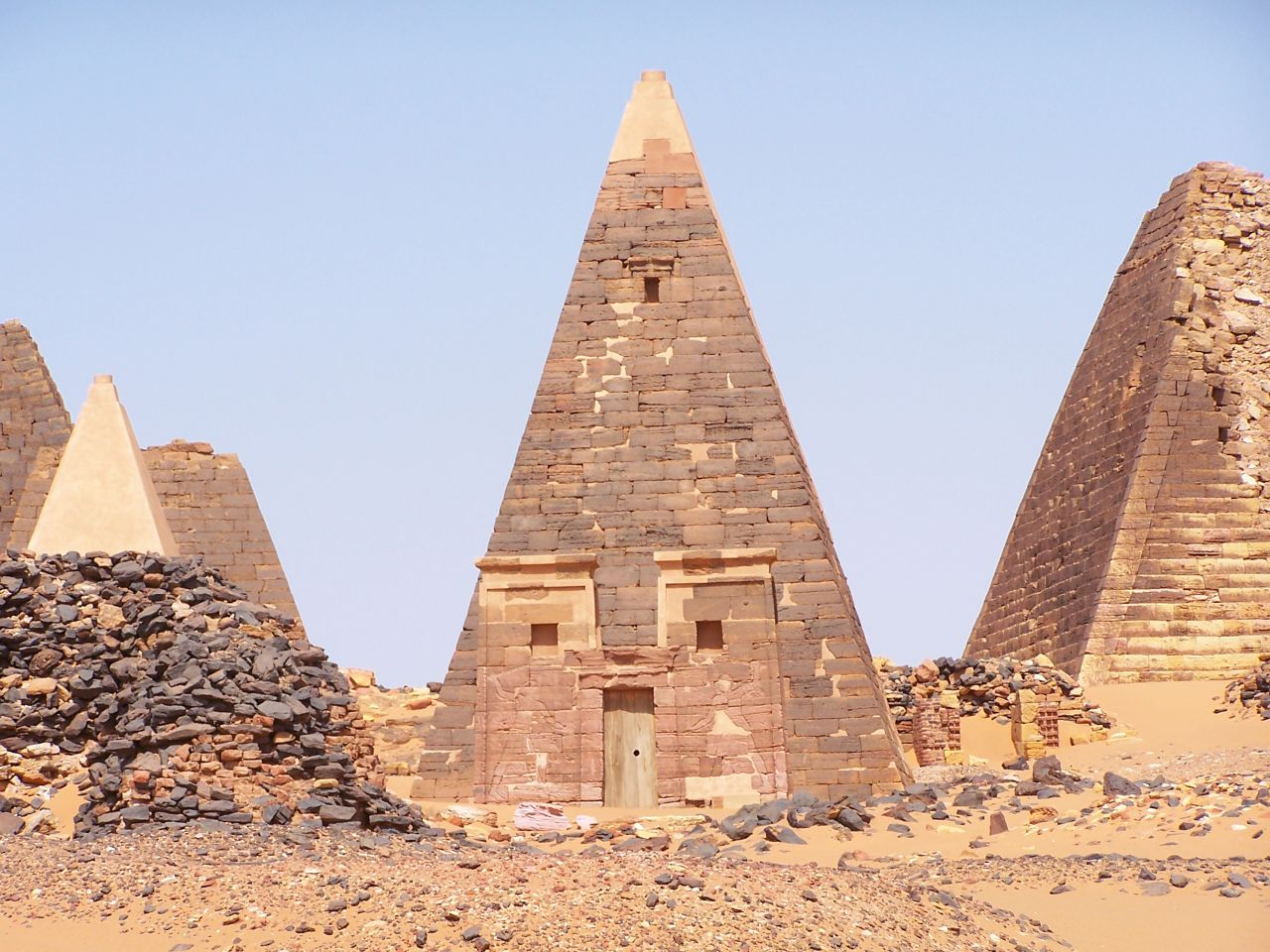
Pyramide des Tarekeniwal (Pyramide in der Mitte)

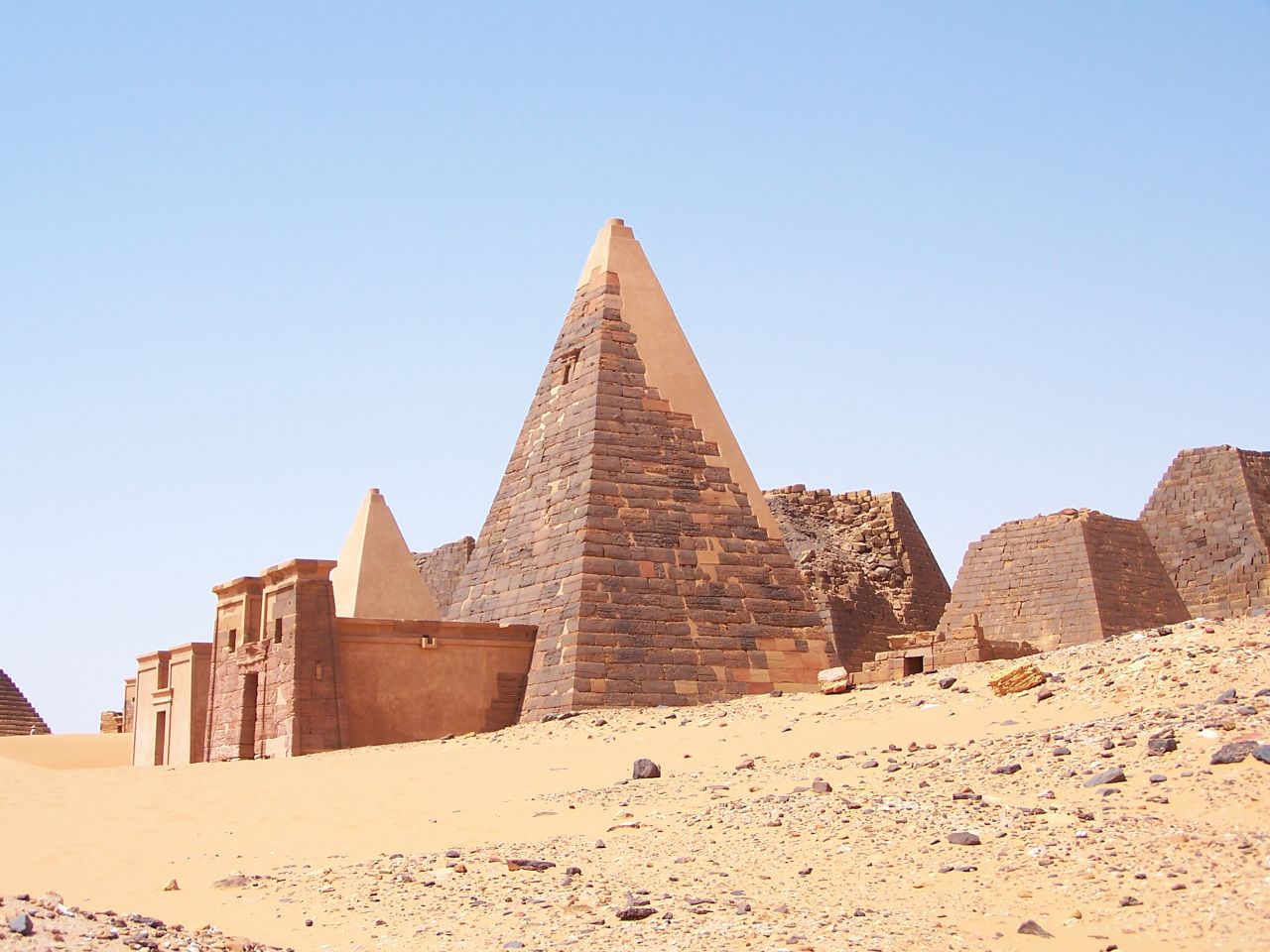
Pyramide des Tarekeniwal (Pyramide vorne)

Tarekeniwal war ein nubischer König.
Tarekeniwal ist bisher nur von seiner Pyramide Beg N19 in Meroe bekannt. Dort fand sich sein Name auf dem Pylon der Pyramidenkapelle. Die Kapelle und ihr Reliefschmuck sind noch relativ gut erhalten. Der Herrscher datiert wohl ins zweite oder dritte nachchristliche Jahrhundert.

## Weblink
- Oriental Institute Chicago: Fotos der Pyramide N19 (englisch) (Memento vom 21. September 2006 im Internet Archive)

| Personendaten    | Personendaten                      |
| ---------------- | ---------------------------------- |
| NAME             | Tarekeniwal                        |
| KURZBESCHREIBUNG | nubischer König                    |
| GEBURTSDATUM     | 2. Jahrhundert oder 3. Jahrhundert |
| STERBEDATUM      | 2. Jahrhundert oder 3. Jahrhundert |